# Вотро, Мишель
Мишель Вотро (фр. Michel Vautrot, 23 октября 1945 года, Сен-Ви, Ду, Франция) — известный футбольный арбитр.
Мишель Вотро судил матчи французского чемпионата в 1973—1991 гг. (в том числе пять финалов Кубка Франции), международные игры под эгидой ФИФА в 1975—1990 гг.
Вотро обслуживал пять матчей чемпионата мира (два в 1982 году и три в 1990 году), а также игры чемпионатов Европы 1984 и 1988 гг. В 1988 году ему доверили судить финальную игру между сборными Нидерландов и СССР, а также финальную игру Кубка Азии между сборными Саудовской Аравии и Южной Кореи.
На европейской арене Вотро судил знаменитый финал Кубка европейских чемпионов 1986 года между «Стяуа» и «Барселоной», в котором вратари отразили шесть из восьми послематчевых пенальти и один из финальных матчей Кубка УЕФА 1985 года между «Реалом» и «Видеотоном».
В 1983 году Мишель Вотро судил встречу Межконтинентального кубка в Токио между «Гамбургом» и «Гремио».
В карьере Вотро случались и скандалы. Так, в 1986 году был дисквалифицирован президент «Ромы» Дино Виола, за то, что пытался дать в розыгрыше Кубка чемпионов в 1984 году взятку Вотро в матче с «Данди Юнайтед». Проиграв в первом матче 0:2, «Рома» выиграла 3:0 в ответном.
В 1990 году на чемпионате мира в полуфинале между сборными Италии и Аргентины в первом тайме дополнительного времени им было добавлено 8 минут (сам тайм длится 15 минут). Позже он объяснил, что он забыл проверить свои часы.
В 2006 году Мишель Вотро стал кавалером Ордена Почётного легиона.